# Josef Posch (Politiker, 1934)
Josef Posch (* 4. Jänner 1934 in Neudörfl, Burgenland) ist ein ehemaliger österreichischer Politiker (SPÖ). Posch war von 1968 bis 1978 sowie von 1981 bis 1991 Abgeordneter zum Burgenländischen Landtag sowie von 1978 bis 1981 Mitglied des Bundesrates. Zwischen 1987 und 1991 bekleidete er das Amt des 2. Landtagspräsidenten. 

## Leben
Posch wurde als Sohn des Kellermeisters und Gastwirts Josef Posch aus Neudörfl geboren. Er besuchte nach der Volksschule in Neunkirchen, fünf Jahre lang die Klassen Mittelschule in Traiskirchen bzw. Wiener Neustadt und war danach als kaufmännischer  Angestellter tätig, wobei er von 1949 bis 1951 die Berufsschule absolvierte. Bis 1965 arbeitete er als Verkäufer bei der Konsumgenossenschaft bzw. einer Privatfirma, danach war er von 1965 bis 1967 Geschäftsführer in einer Möbelfabrik. 1967 wechselte er als Landes-Sekretär zum Freien Wirtschaftsverband Österreichs. Von 1972 bis 1976 war Posch kaufmännischer Leiter der Burgenländischen Freiheit, zwischen 1972 und 1993 wirkte er als Präsident des ARBÖ-Burgenland und von 1976 bis 1994 war er Landesdirektor der Wiener Städtischen Wechselseitigen Versicherung im Burgenland. Zudem war Posch Geschäftsführer der Fachhochschule Burgenland.
Sein Sohn Dieter Posch ist seit 1997/98 Bürgermeister von Neudörfl.

### Politik
Politisch war Posch ab 1953 als Mitglied der SPÖ aktiv, zudem war er von 1962 bis 1985 Bürgermeister von Neudörfl. Er hatte innerparteilich von 1969 bis 1983 die Funktion eines Mitglieds des Landesparteivorstandes der SPÖ-Burgenland inne und war zudem Obmann-Stellvertreter des Bezirksausschusses der SPÖ-Bezirk Mattersburg und von 1985 bis 1990 Bezirksparteiobmann der SPÖ im Bezirk Mattersburg. Posch vertrat die SPÖ zwischen dem 14. Mai 1968 und dem 30. Juni 1978 im Landtag und war danach vom 6. Juli 1978 bis zum 8. Juli 1981 Mitglied des Bundesrates. Er wechselte danach am 6. Juli 1987 wieder in den Landtag, dem er bis zum 18. Juli 1991 angehörte. Posch war zudem von 1985 bis 1987 Klubobmann der SPÖ-Landtagsfraktion und vom 30. Oktober 1987 bis zu seinem Ausscheiden aus dem Landtag 2. Präsident des Landtages.

## Auszeichnungen
- Großes Ehrenzeichen für Verdienste um die Republik Österreich
- Großes Ehrenzeichen des Landes Burgenland
- Komturkreuz des Landes Burgenland